# Кживонь, Анеля Тадеушовна
Ане́ля Таде́ушовна Кжи́вонь (пол. Aniela Krzywoń; 27 мая 1925, Пужники, Тарнопольское воеводство, Польша — 12 октября 1943, Ленино, Могилёвская область) — автоматчица женской роты автоматчиков дивизии имени Тадеуша Костюшко Войска Польского, рядовой. Герой Советского Союза (1943, посмертно).

## Биография
Анеля Кживонь родилась на хуторе Пужники близ села Садовое Бучацкого повета Тарнопольского воеводства Польши (ныне в Тернопольской области Украины) в семье осадника. Она была воспитана в патриотических традициях: её отец Тадеуш служил в легионах Пилсудского, после участвовал в Советско-польской войне 1919—1920 гг. В 1939 году эта территория вошла в состав Монастырисского района Тернопольской области Украинской ССР. В начале 1940 г. семья Кживоней вместе с другими польскими семьями была депортирована сначала в пос. Якутино Шиткинского района Иркутской области, затем переведена в г. Канск Красноярского края. В Канске Анеля работала на деревообрабатывающем предприятии.
29 мая 1943 года Кживонь записалась добровольцем в формирующуюся польскую дивизию имени Костюшко. Была зачислена во 2-ю роту автоматчиц 1-го отдельного женского батальона имени Эмилии Плятер.
12 октября 1943 года дивизия приняла первый бой в районе села Ленино Горецкого района Могилёвской области Белорусской ССР.
В этот же день её отправили сопровождать машину со штабными документами и ранеными бойцами. В дороге их атаковали бомбардировщики люфтваффе. Спасая из горящей машины документы штаба и раненых бойцов, Анеля Кживонь погибла в огне.
Указом Президиума Верховного Совета СССР от 11 ноября 1943 года, за образцовое выполнение боевых заданий командования на фронте борьбы с немецкими захватчиками и проявленные при этом отвагу и геройство Анеле Кживонь было присвоено звание Героя Советского Союза (посмертно).
Похоронена юная героиня на польском военном кладбище в деревне Ленино Могилёвской области БССР.

## Награды
- Медаль «Золотая Звезда».
- Орден Ленина.
- Орден Virtuti Militari V класса.

## Память
- Бюст Героини в селе Садовое Тернопольской области.
- Бюст в посёлке Коропец Тернопольской области.
- Бюст Героини в Канске Красноярского края на городской аллее Славы. В 1985 году бюст был установлен перед Канским деревообрабатывающим комбинатом (скульптор Анатолий Шевченко)
- Улицы её имени есть в Бельско-Бялой, Варшаве, Забже, Зелёной Гуре, Канске, Кракове, Лодзи, Новой Дембе, Скерневицах.